# Brachyhesma perlutea
Brachyhesma perlutea is een vliesvleugelig insect uit de familie Colletidae. De wetenschappelijke naam van de soort is voor het eerst geldig gepubliceerd in 1916 door Cockerell.